# Diplazium errans
Diplazium errans är en majbräkenväxtart som beskrevs av Lorea-hern. och A. R. Sm.
Diplazium errans ingår i släktet Diplazium och familjen Athyriaceae. Inga underarter finns listade i Catalogue of Life.